# Привид свободи
«Привид свободи» (фр. «Le fantôme de la liberté») — французько-італійський кінофільм режисера Луїса Бунюеля, що вийшов 11 вересня 1974 року.

## Сюжет
Серія сюрреалістичних епізодів, на перший погляд, не пов'язаних між собою. Буржуазна пара розглядає поштові картки паризьких пам'яток і сприймає їх як порнографічні. Під час вечері при свічках гості сідають на унітази замість стільців: чоловіки спускають штани, жінки підіймають спідниці.
Маленька дівчинка зникає в школі, і її пошуки організовуються в її присутності і з її допомогою. Мішенню фільму стають святенництво, церква, армія. У світі Бунюеля все перевертається з ніг на голову, і між епізодами виникають картини репресій з вигуком за кадром «Геть свободу!».

## У ролях
| Жан-Клод Бріалі  | ···· | мосьє Фуко                                      |
| Моніка Вітті     | ···· | мадам Фуко                                      |
| Поль Франкер     | ···· | господар готелю                                 |
| Франсуа Местр    | ···· | професор                                        |
| Клод П'єплю      | ···· | комісар                                         |
| Марі-Франс Пізьє | ···· | мадам Кальметт                                  |
| Жан Рошфор       | ···· | мосьє Лежандр                                   |
| Бернар Верлей    | ···· | капітан                                         |
| Мілена Вукотіч   | ···· | медсестра                                       |
| Адріана Асті     | ···· | дама в чорному, сестра першого префекта поліції |
| Жюльєн Берто     | ···· | перший префект поліції                          |
| Мішель Пікколі   | ···· | другий префект поліції                          |
| Мішель Лонсдаль  | ···· | модист                                          |
| Паскаль Одре     | ···· | мадам Лежандр                                   |
| Анна-Марі Дешот  | ···· | Едіт Розенблюм                                  |
| Оран Демазі      | ···· | мати першого префекта                           |

## Знімальна група
| Режисер  | ···· | Луїс Бунюель                            |
| Сценарій | ···· | Луїс Бунюель, Жан-Клод Карр'єр          |
| Продюсер | ···· | Серж Зільберман, Ульріх Пікард          |
| Оператор | ···· | Едмон Рішар                             |
| Художник | ···· | П'єр Гюффруа, Жаклін Гуйо, Франсуа Суне |
| Монтаж   | ···· | Елен Племянноков                        |